# Joan Blos
Joan Winsor Blos (Nueva York, 9 de diciembre de 1928 – 12 de octubre de 2017) fue una profesora, editora y escritora de literatura infantil estadounidense.
Blos nació en Nueva York pero se instaló en Ann Arbor (Míchigan). Se interesó por la lengua y la literatura infantil a través de la psicología del trabajo de posgrado, una materia que enseñó durante más de 20 años. En 1979, su novela histórica A Gathering of Days ganó el National Book Award for Children's Books y la Medalla Newbery por el libro más importante a la literatura infantil .
En 1980 ganó la Medalla Newbery y un premio nacional de libros por A Gathering of Days: A New England Girl's Journal. 
Otro libros importantes de su obra son Bedtime, Brooklyn Doesn't Rhyme, Brothers of the Heart: A Story of the Old Northwest 1837-1838, The Days Before Now: An Autobiographical Note o The Grandpa Days.

## Obras
- 1971 Just Think (con Betty Miles)
- 1979 A Gathering of Days; A New England Girl's Journal, 1830–32
- 1984 Martin's Hats
- 1985 Brothers of the Heart: A Story of the Old Northwest, 1837–1838
- 1988 Old Henry
- 1989 The Grandpa Days
- 1989 Lottie's Circus
- 1991 The Heroine of the Titanic: A Tale Both True and Otherwise of the Life of  Molly Brown
- 1992 A Seed a Flower a Minute, an Hour
- 1994 Brooklyn Doesn't Rhyme
- 1995 The Hungry Little Boy
- 1996 Nellie Bly's Monkey: His Remarkable Story in His Own Words
- 1997 One Very Best Valentine's Day
- 1998 Bedtime!
- 1999 Hello, Shoes!
- 2007 Letters From the Corrugated Castle